# Rancheria River
Rancheria River är ett vattendrag i Kanada.   Det ligger i territoriet Yukon, i den centrala delen av landet, 3 800 km väster om huvudstaden Ottawa.
I omgivningarna runt Rancheria River växer i huvudsak barrskog. Trakten runt Rancheria River är nära nog obefolkad, med mindre än två invånare per kvadratkilometer.